# David Jaffe
Pour les articles homonymes, voir Jaffe.
 (septembre 2010).
Si vous disposez d'ouvrages ou d'articles de référence ou si vous connaissez des sites web de qualité traitant du thème abordé ici, merci de compléter l'article en donnant les références utiles à sa vérifiabilité et en les liant à la section « Notes et références ».
David Jaffe est un game designer américain. Directeur de jeu chez SCE Santa Monica Studio, David Jaffe aime s'impliquer dans l'élaboration esthétique et la scénarisation de ses jeux. Il est surtout réputé pour avoir conçu et dirigé la série God of War et la série Twisted Metal.

## Biographie
Né le 1er décembre 1971, David Jaffe se passionne très tôt pour le cinéma. Il entre à l'Université de la Californie méridionale et tente en vain d'intégrer sa prestigieuse école de cinéma. Après avoir étudié la littérature et renoncé à sa carrière cinématographique, il entre dans l'industrie du jeu vidéo au début des années 90 en tant que testeur chez Sony Imagesoft.
À force de travail et de persévérance, David Jaffe devient designer sur Mickey Mania (1994). Désirant s'impliquer davantage dans le processus créatif, il décroche le statut de game designer sur les jeux Twisted Metal (1995) et Twisted Metal 2 (1996), des jeux de combats motorisés futuristes sur PlayStation. En 2001, David Jaffe continue son ascension en décrochant le poste de directeur de jeu sur Twisted Metal: Black : le jeu se fait remarquer mais ses ventes restent mitigées.
En 2005, il obtient la consécration avec son second projet, God of War sur PlayStation 2. Ce beat them all, qui prend pour cadre la mythologie grecque (son sujet de prédilection), se hisse au niveau des meilleurs productions du genre, traditionnellement japonaises. Le jeu obtient un succès critique et commercial et fait de son concepteur une personnalité importante de l'industrie.
En 2007, David Jaffe supervise le développement de God of War II (2007) sur PlayStation 2. Il développe aussi Calling All Cars!, un jeu de course motorisé au style cartoon sorti sur le PlayStation Network.
En 2007, il s'associe à Scott Campbell pour fonder le studio Eat Sleep Play, avec lequel il prépare un nouvel épisode de Twisted Metal. En 2010 il annonce un nouvel épisode de Twisted Metal.
David Jaffe réside à San Diego en Californie. Il est marié et à deux enfants. Il maintient régulièrement à jour un blog dans lequel il aborde sa vie et ses travaux en cours, parfois de manière très poussée. Il lui arrive d'intervenir sur le forum de jeu vidéo « NeoGAF ». Il est connu pour être un personnage accessible et franc.
David Jaffe quitte Eat Sleep Play, le studio dont il est le cofondateur le 7 février 2012, pensant que les jeux devenaient trop importants pour être gérés à 300 miles de distance. Il devrait donc fonder un nouveau studio dans des locaux à San Diego.

## Travaux
- Skyblazer (1993) - testeur
- Cliffhanger (1993) - testeur
- Mickey Mania (1994) - designer
- 3 Ninjas Kick Back (1994) - producteur assistant
- Twisted Metal (1995) - game designer, producteur associé
- Twisted Metal 2 (1996) - game designer, producteur
- Twisted Metal: Black (2001) - directeur de jeu, lead designer
- Kinetica (2001) - designer
- God of War (2005) - directeur de jeu, lead designer
- God of War II (2007)
- Calling All Cars! (2007)
- Twisted Metal (2012)
- Drawn To Death (2017)

## Anecdotes
En 2005, son créateur de jeu préféré est Hideo Kojima. Ses jeux favoris sont Ico, Flashback, Another World, la série Metal Gear Solid, la série The Legend of Zelda, Ys IV: Mask of the Sun, Onimusha et Ms. Pac-Man (Il déclare en 2023 que Starfield est le meilleur jeu solo qu'il ait jamais fait)